# Best Worst Movie
Best Worst Movie és un pel·lícula documental estatunidenca de 2009 sobre la realització de la infame pel·lícula de terror de 1990 Troll 2 i el seu posterior ressorgiment com a pel·lícula de culte. Dirigida per Michael Stephenson, l'actor infantil de Troll 2, la pel·lícula va ser distribuïda per Magic Stone Productions i New Video Group. També es va incloure a les primeres 5.000 còpies de la doble funció Blu-ray de Scream Factory de Troll i Troll 2, llançat el 17 de novembre de 2015.

## Argument
Gairebé vint anys després de l'estrena de la pel·lícula Troll 2, destrossada per la crítica, el repartiment i l'equip són seguits en aquest documental per veure com gestionen la nova vida que s'ha donat a la pel·lícula. Els fans es reuneixen per celebrar la pel·lícula a les projeccions.
El director del documental Michael Stephenson, que va interpretar el nen a Troll 2, entrevista molts dels antics repartiments i equips. Encara que molts consideren que Troll 2 és una de les pitjors pel·lícules que s'han fet mai, molts fans han fet festes, projeccions anuals i han trobat alegria en veure l'humor no desitjat de la pel·lícula.
El documental segueix l'actor principal de Troll 2 George Hardy, un dentista que viu a la seva ciutat natal, Alabama, on és molt estimat per la gent que l'envolta i abraça el paper que va tenir en la pel·lícula. Se'l veu intentant convèncer els seus veïns perquè assisteixin a una projecció local de la pel·lícula i també va a convencions. Esmenta que si hagués pogut escollir ser actor o dentista, hauria estat actor ja que no li importava el focus.
Claudio Fragasso, director de Troll 2, també apareix discutint què pretenia que fos aquesta pel·lícula. Està content de veure el seguiment de culte que ha aconseguit la seva pel·lícula original, però no entén per què els fans de la pel·lícula es reien d'escenes que no pretenien ser divertides. Quan se li va preguntar per què la pel·lícula es deia "Troll 2" quan no hi havia trolls a la pel·lícula, inicialment no entén la pregunta i després de dir-li que les criatures de la pel·lícula es diuen follets, es burla de la pregunta. Tot i que Fragasso és conscient que la seva pel·lícula es considera mal feta, s'alegra que la pel·lícula hagi tingut una impressió en els seus espectadors.
Altres actors del repartiment i de l'equip fan sessions de preguntes i respostes amb els seguidors de la pel·lícula. Alguns fan broma que mai havien llegit el guió sencer quan es van filmar les seves parts. Altres diuen que mai van saber quin tipus de pel·lícula estaven filmant. Margo Prey, que va interpretar la dona del personatge de Hardy a Troll 2, va ser entrevistada però no va voler anar a la projecció local de la pel·lícula pel "complicat" que hauria estat. Es van entrevistar més antics membres del repartiment a les seves cases per parlar dels seus pensaments sobre la pel·lícula i què s'ha convertit en la pel·lícula des de la producció.
Al final, Hardy va declarar que faria Troll 3 si se li demanés que ho fes. Durant els crèdits, es va assenyalar que Fragasso estava escrivint la seva propera pel·lícula Troll 2: Part 2.

## Repartiment
- Michael Stephenson
- George Hardy
- Lily Hardy
- Pita Ray
- Micki Knox
- Tommy Bice
- Lila Graves
- Laura Gulledge
- Merry Hardy
- Barbara H. Young
- Emily Booth
- Claudio Fragasso
- Peter Kuplowsky

## Producció
Després de completar i veure Troll 2, Stephenson es va avergonyir de la pel·lícula; no obstant això, gràcies a Myspace, va començar a adonar-se que la pel·lícula havia guanyat un seguici de culte i sovint apareixia al costat de les pel·lícules preferides dels usuaris al lloc. Segons Stephenson, el punt d'inflexió va arribar l'abril de 2006: "Em vaig despertar un matí amb una sensació molt càlida i vaig somriure d'orella a orella. Estava al costat de la meva dona i vaig dir: "Sóc l'estrella infantil de la pitjor pel·lícula mai feta... aquí hi ha una història'".
No tots els participants a Troll 2 tenien ganes de tornar a veure la pel·lícula. Stephenson va assenyalar que va tenir problemes per convèncer els actors Don Packard i Connie Young perquè s'incloguessin al projecte, tot i que finalment va poder convèncer tots dos perquè hi apareguessin.

## Llançament
La pel·lícula es va estrenar al festival South by Southwest el març de 2009, i es va estrenar en DVD el novembre de 2010.

## Recepció
Best Worst Movie va rebre crítiques positives. A Rotten Tomatoes, té una puntuació d'aprovació del 94%, basada en 70 ressenyes, amb una puntuació mitjana de 7,30/10. El consens del lloc web diu: "Bon caràcter i alegre, Best Worst Movie és una dolça desconstrucció de com una bogeria cinematogràfica pot convertir-se en un triomf". A Metacritic, té una puntuació de 61 de 100, basat en crítiques de 15 crítics, que indiquen "crítiques generalment favorables".
Roger Ebert va atorgar a Best Worst Movie tres de quatre estrelles. The A.V. Club li va donar una puntuació de "B".

### Reconeixements
| Premi                                                        | Categoria                                                                               | Subjecte                     | Resultat  |
| ------------------------------------------------------------ | --------------------------------------------------------------------------------------- | ---------------------------- | --------- |
| Premi de la Societat de Crítics de Cinema de Denver          | Millor pel·lícula documental                                                            | Millor pel·lícula documental | Nominat   |
| FanTasia                                                     | Millor documental                                                                       | Michael Stephenson           | Guanyador |
| XLII Festival Internacional de Cinema Fantàstic de Catalunya | Premi Noves Visions, diploma de no ficció                                               | Michael Stephenson           | Guanyador |
| Premi Telly                                                  | Silver Telly — Programes de televisió, segments o peces promocionals - Disseny de so/so | Woody Woodhall               | Guanyador |